# Brett Wickens
Brett Wickens (Ontario, 15 aprile 1961) è un grafico e direttore artistico canadese naturalizzato inglese.
 Noto per il suo lavoro d'identity design, è partner di Ammunition Design Group. Fu inoltre un pioniere della musica elettronica canadese e membro del gruppo Spoons dal 1979 al 1980.

## Biografia
Wickens lavorò con Peter Saville come collega nel suo studio creativo tra gli anni ottanta e novanta, realizzando copertine e campagne pubblicitarie per artisti come Yohji Yamamoto e Peter Gabriel e per case discografiche quali la Factory Records. Nel 1990 divenne partner associato del dislocamento londinese di Pentagram.
Tre anni dopo si trasferì a Los Angeles dove divenne VP Creative Director del Frankfurt Balkind Partners, dove lavorò per la maggior parte dei principali studi di Hollywood. In questo periodo disegnò il logo per la serie de I Soprano.
Nel 1999, Wickens divenne Global Creative Director di Sapient prima di approdare a MetaDesign come VP Creative Director nel 2002, dirigendo progetti di interazione e branding per clienti tra cui Adobe, Coca-Cola, Four Seasons, McAfee, San Francisco Ballet, SanDisk, Shangri-La Hotels, Sony, Viacom, J&J e FICO.
Nel 2016 vinse lo Smithsonian Cooper-Hewitt National Design Award.

## Carriera musicale
Brett Wickens fu anche uno dei pionieri della musica elettronica canadese, avendo suonato le tastiere del gruppo Spoons dal 1979 al 1980. Dopo aver lasciato il gruppo, si unì a Paul Abrahams per pubblicare un singolo e un album per l'etichetta discografica Mannequin, dello stesso Abrahams; pubblicò un album con il progetto Ceramic Hello con il collega musicista Roger Humphreys.

## Vita privata
Brett Wickens è sposato con Coralie Langston-Jones e hanno due figlie gemelle, Jasmine e Sophia. Vivono a Lucas Valley a Marin County.